# 圣庞克雷
圣庞克雷（法語：Saint-Pancré，法語發音：[sɛ̃ pɑ̃kʁe]）是法国默尔特-摩泽尔省的一个市镇，位于该省北部，属于布里埃区。

## 地理
圣庞克雷（49°31'45"N, 5°38'54"E）面积6.13 平方千米，位于法国大東部大區默尔特-摩泽尔省，该省份为法国东北部内陆省份，是洛林的一部分，北邻比利时、卢森堡，北起顺时针与摩泽尔省、下莱茵省、孚日省和默兹省接壤。
与圣庞克雷接壤的市镇（或旧市镇、城区）包括：维尔通、科讷和罗曼、弗雷努瓦拉蒙塔涅、泰朗库尔、维尔-乌德莱蒙。

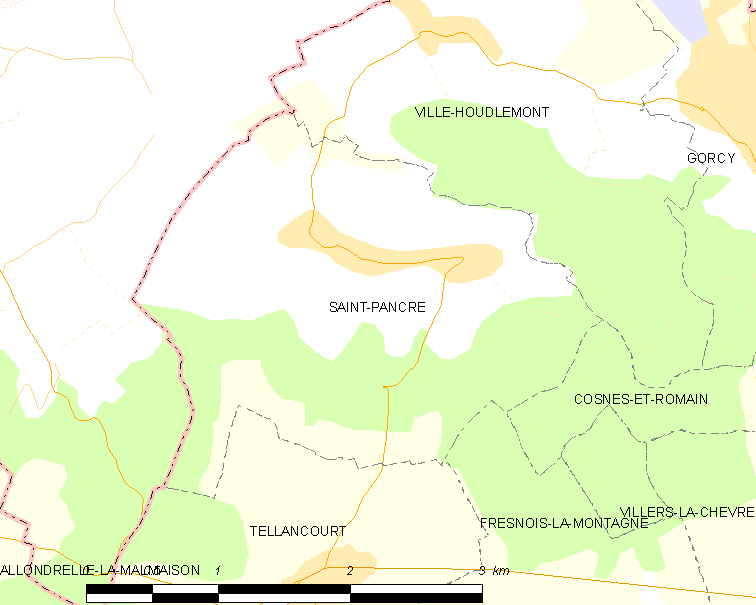
圣庞克雷的OSM定位图

圣庞克雷的时区为UTC+01:00、UTC+02:00（夏令时）。

## 行政
圣庞克雷的邮政编码为54730，INSEE市镇编码为54485。

## 政治
圣庞克雷所属的省级选区为蒙圣马丹县。

## 人口

1962-2008年间圣庞克雷人口变化图示

圣庞克雷于2022年1月1日时的人口数量为308人。